# Лжепророки аутизму
«Лжепророки аутизму: погана наука, ризикована медицина та пошук ліків» (англ. Autism's False Prophets: Bad Science, Risky Medicine, and the Search for a Cure)— книга Пола Оффіта, експерта з вакцин та керівника відділу інфекційних захворювань у дитячій лікарні Філадельфії, видана в 2008 році. Книга зосереджена на суперечках навколо дискредитованого зв'язку між вакцинами та аутизмом. Науковий консенсус полягає в тому, що жодні переконливі наукові докази не підтверджують ці твердження, а стаття журналу «Фармакотерапія» за 2011 рік описала зв'язок між вакцинами та аутизмом як «найруйнівнішу медичну містифікацію за останні 100 років».

## Резюме
Оффіт описує походження та розвиток тверджень щодо вакцини MMR та вакцинного консерванту тіомерсалу, а також наступні наукові докази, які спростовують зв'язок з аутизмом. У книзі обговорюються можливі пояснення незмінності цих тверджень всупереч науковим доказам протилежного, а також розповсюдження потенційно ризикованих і неперевірених методів лікування аутизму. Автор критично оцінює кількох прихильників зв'язку між вакциною та аутизмом, у тому числі Ендрю Вейкфілда, Девіда Кірбі, Марка Гейєра та Бойда Гейлі, викликаючи наукові та, в деяких випадках, етичні та правові проблеми. У книзі також досліджуються розбіжності в аутистичній спільноті щодо теми вакцин, оскільки деякі батьки вважають, що постійна вузька увага до вакцин відволікає увагу від більш перспективних з наукової точки зору напрямків досліджень. У цьому ключі Оффіт бере інтерв'ю у Кетлін Зайдель, матері дитини-аутиста, яка опублікувала дослідження, що критикують тих, хто заробляє на просуванні тверджень про вакцинальний аутизм.
Оффіт також торкається гарячих і запеклих дебатів навколо заяв про вакцину. Він описує, як отримував погрози вбивством, листи ненависті та погрози на адресу своїх дітей у результаті його пропаганди вакцинації. Оффіт відмовився від книжкового туру для «Лжепророків аутизму», пославшись на занепокоєння щодо його фізичної безпеки та порівнявши інтенсивність ненависті та погроз, спрямованих на нього, з тими, які відчувають постачальники абортів. Авторський гонорар від книги передається Центру дослідження аутизму при дитячій лікарні Філадельфії.

## Відгуки
Книга стала ядром профілів Offit у Newsweek і The Philadelphia Inquirer. New York Post оцінив книгу позитивно, зробивши висновок: «Хоча Оффіт є, мабуть, найсміливішим і найобізнанішим вченим про вакцини в США, він живе в страху за своє життя і життя своєї сім'ї». The Wall Street Journal також високо оцінив книгу як «безцінну хроніку, яка розповідає про деякі з багатьох способів використання вразливості стурбованих батьків».
The Philadelphia Inquirer написала, що книга «називає імена і називає нісенітниці нісенітницями» і дає «важливе розуміння фатальних недоліків ключових аргументів панікерів проти вакцин». The Inquirer схвалює увагу Оффіта до викривленого та сенсаційного висвітлення проблеми вакцинального аутизму в медіа, але дорікає Оффіту за те, що він не притягує самих науковців до достатньої відповідальності за те, що вони не доносять до громадськості факти.
The Rocky Mountain News зазначає, що книга «змінила розстановку сил» щодо тих, хто бачить змову фармацевтичної промисловості за вакцинацією, вказавши, що прихильники зв'язку між аутизмом і вакциною отримують великі суми грошей від юристів і лобістів. Видання News схвалювало деконструкцію в книзі «дезінформації» таких осіб, як Дон Аймус, Дженні Маккарті, Джо Ліберман та Роберт Ф. Кеннеді-молодший, але вважало «сарказм Оффіта та знущання над тими, з ким він не згоден» «дратівливими».
Salon рецензував книгу як «просвітницьку, легко читабельну і … своєчасну» роботу, яка «деконструює антивакцинальний рух як такий, що керується поганою наукою, судовою жадібністю, ажіотажем і егоїзмом». Salon звинуватив Оффіта в тому, що він применшує роботу, яку групи захисту аутизму зробили для підвищення обізнаності, створення мереж підтримки та отримання фінансування досліджень; в рецензії зазначається, що Оффіт натомість зосереджується на агресивних і науково «викривлених» групах, таких як «Поборемо аутизм зараз!» і «Порятунок покоління». У рецензії зроблено висновок, що книга «ефективно привідкриває завісу над антивакцинальним рухом, розкриваючи хрестовий похід, заснований не стільки на фактах, скільки на жадібності та опортунізмі».
Science назвав книгу «сильною» та «легким для читання медичним трилером про наслідки жадібності, пихи та інтелектуальної неохайності». У рецензії зазначалося, що Оффіт не обговорює ірраціональність прийняття рішень людиною за наявності відносного ризику і як анекдотичних, так і емпіричних доказів, а також згадувалося, що Оффіт недостатньо ретельно обговорює роль регресії. На завершення рецензенти зазначили, що книга надихнула медіа на застосування наукових принципів, і закликали використати імпульс книги для переорієнтації ресурсів з дебатів про вакцинацію від аутизму на дослідження причин і способів його лікування.
Journal of Autism and Developmental Disorders зазначив, що книга «робить важливий внесок у популярні дебати про етіологію та лікування розладів аутистичного спектру. Книга є, мабуть, найбільш детальним і ґрунтовним викладом історії сучасного антивакцинального руху». У рецензії зазначено один можливий недолік: книга злегка висвітлює фундаментальне нерозуміння громадськістю епідеміології аутизму, оскільки суспільство боїться «епідемії аутизму», якої насправді може і не бути. Рецензія завершується закликом до науковців та лікарів наслідувати приклад Оффіта у донесенні до громадськості навіть незручної правди про аутизм.
Через чотири місяці після її виходу газета The New York Times повідомила, що книга була широко схвалена педіатрами, дослідниками аутизму, компаніями, що займаються вакцинами, і медичними журналістами, і «стимулювала зворотну реакцію проти антивакцинального руху в США». Багато лікарів критично ставляться до «помилкової еквівалентності» у висвітленні проблеми вакцини в змедіа, і тепер стверджують, що репортери повинні ставитися до антивакцинального лобі з таким самим рівнем байдужості, як до заперечення СНІДу та інших маргінальних теорій.
Пізніше в 2009 році The New England Journal of Medicine повідомив, що книга ефективно виступає за вакцини та спростовує міф про вакцину та аутизм. Зазначено, що особливою силою книги є виклад наукового методу і основних принципів ймовірності та причинності, а також висвітлення труднощів пояснення науки для громадськості, таких як різниця між причинністю і збігом обставин. Слабкою стороною рецензенти назвали кілька відхилень від теми, наприклад, про грудні імплантати.
Інші переважно схвальні відгуки з'явилися в BioScience, Health Affairs, Journal of Child Neurology та Journal of Clinical Investigation.
У гостьовій колонці The Atlanta Journal-Constitution невролог Джон Полінг назвав книгу Оффіта «романом сприйманого добра і зла». Полінг, чия донька отримала федеральну компенсацію за травми, спричинені вакцинами, розкритикував Оффіта за нападки на тих, з ким він не згоден: «У цій історії Оффіт не бере полонених, розмазуючи персонажів суперечки про вакцини та аутизм так само легко, як жирний вершковий сир».